# Перилова олія
Пери́лова олі́я, або буроли́сткова олі́я (들기름, Deulgireum) — харчова олія з насіння буролистки однорічної (перили). Маючи виразний горіховий аромат і смак, олія, віджата від підсмаженого насіння перили, використовується як підсилювач смаку, приправи та кулінарної олії в корейській кухні.

## Виробництво

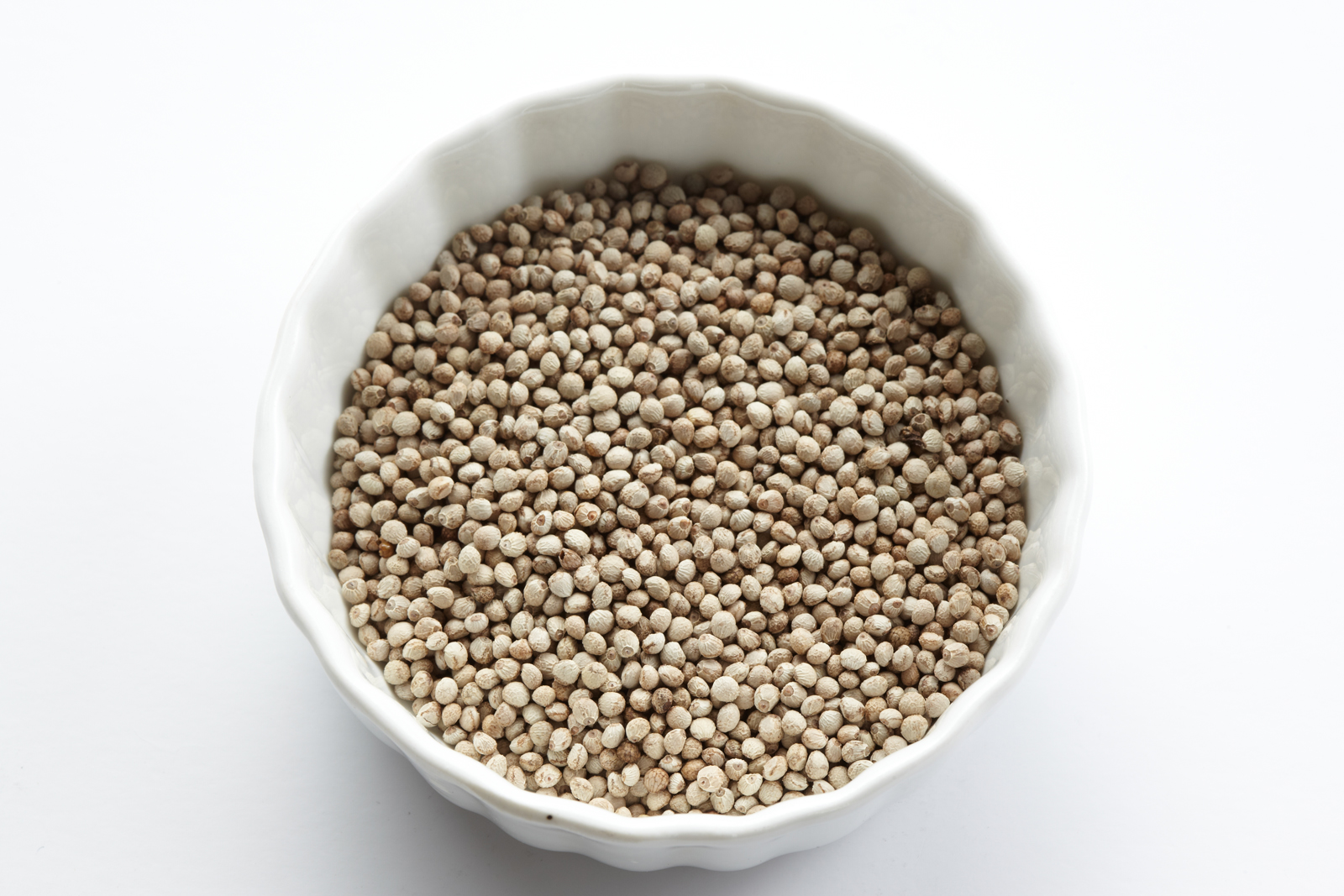
Насіння перилли.

Перилову олію отримують пресуванням насіння буролистки, яке містить 38-45 % ліпідів.

## Використання

### Кулінарні

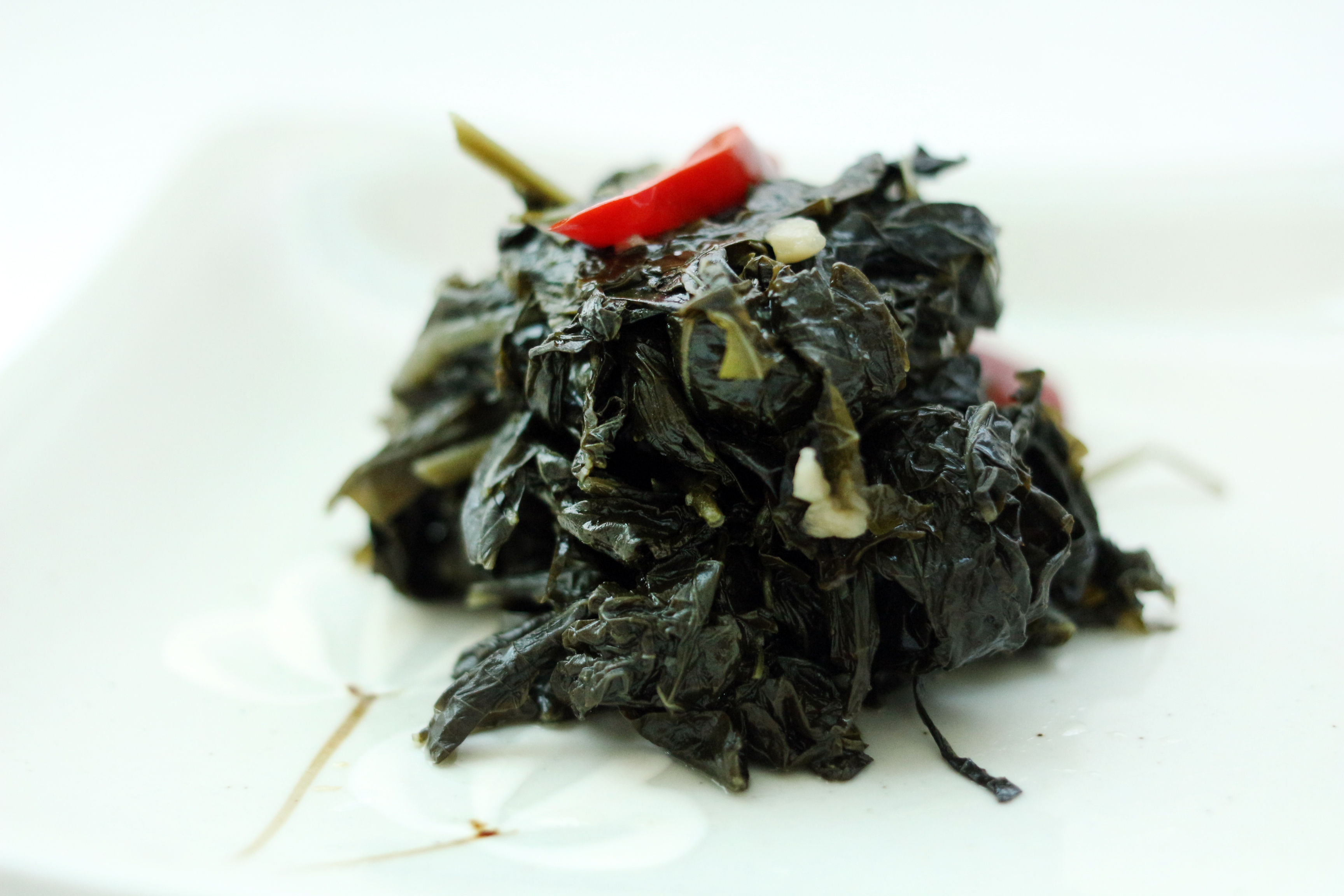
Kkaennip-deulgireum-bokkeum (листя перили, обсмажене в буролистковій олії).

У корейській кухні перилова і кунжутова олія є двома основними оліями, що використовуються для ароматизації соусів і мачанок. Зазвичай виготовляється з підсмаженого насіння буролистки та використовується як підсилювач смаку, приправа та кулінарна олія. Кунжутову або перилову олії використовують для ароматизації намулю (овочеві гарніри), мачанок, тощо. Зокрема, олія буролистки частіше зустрічається в південній частині Кореї, оскільки ця трава краще зростає в теплих районах. У ресторані, що отримав зірку Мішлен, у Сеулі подають ванільне морозиво з горіхом, в якому «секретним інгредієнтом» є олія перили.